# Oxalis lasiandra
Oxalis lasiandra là một loài thực vật có hoa trong họ Chua me đất. Loài này được Zucc. mô tả khoa học đầu tiên năm 1834.